# Stadion am Bieberer Berg
Das Stadion am Bieberer Berg in der hessischen Stadt Offenbach am Main ist ein Fußballstadion auf der gleichnamigen Anhöhe zwischen Offenbach und dem Stadtteil Bieber an der Bieberer Straße, das gelegentlich auch für American Football genutzt wird. Das Stadion ist die Heimspielstätte der Kickers Offenbach und dient zusätzlich als Ausweichspielort für Heimspiele der Frankfurt Galaxy in der European League of Football. Es wurde am 21. Mai 1921 eröffnet und von 2011 bis 2012 während des Spielbetriebs umgebaut.

## Lage
Das Stadion liegt auf einer als Bieberer Berg bekannten Anhöhe nahe dem Offenbacher Stadtteil Bieber an der Bieberer Straße. Offizielle Adresse des Stadions ist der Waldemar-Klein-Platz 1.

## Geschichte

### „Altes“ Stadion

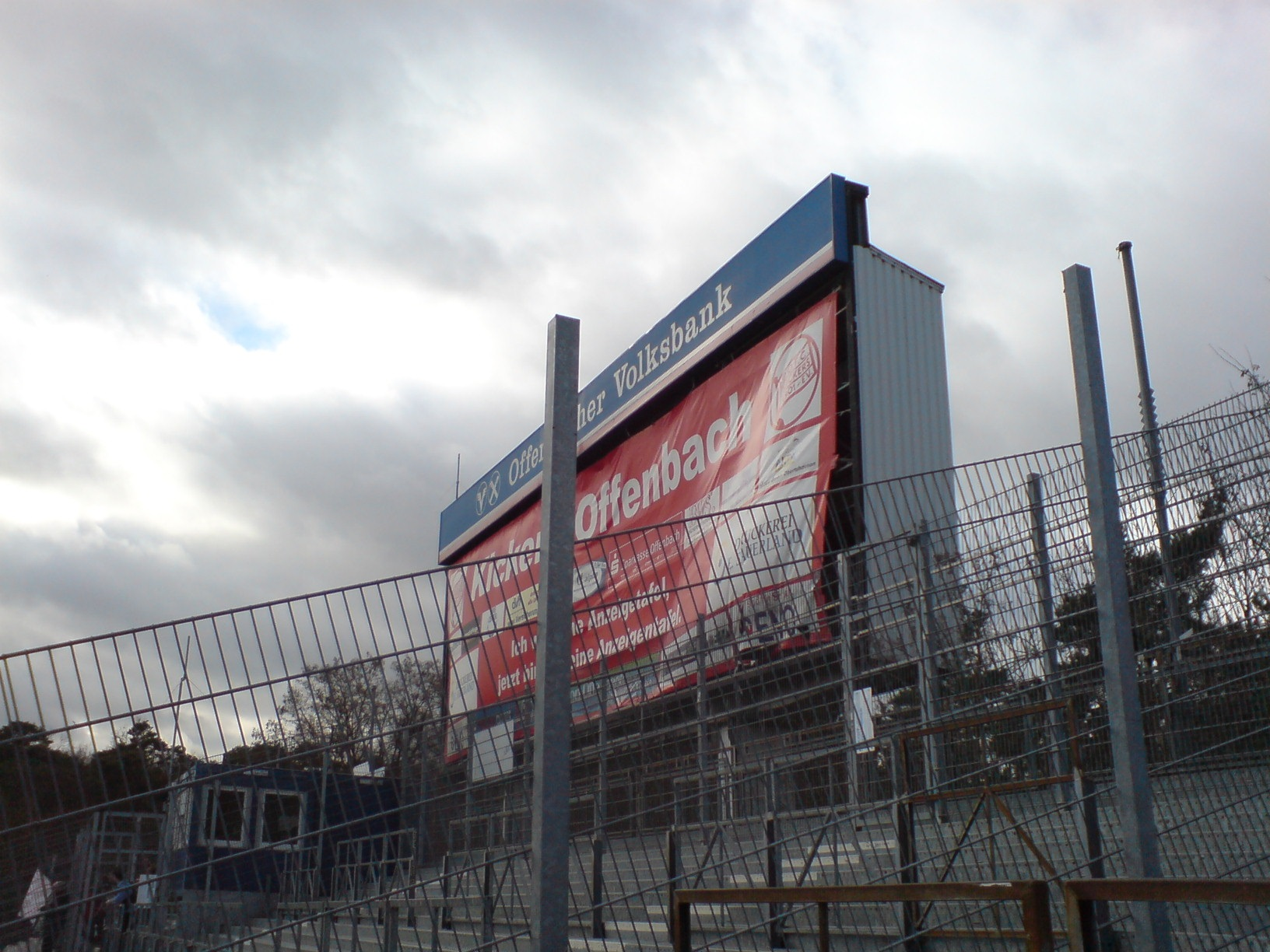
An der nicht funktionierenden Anzeigetafel wurden Werbetransparente aufgehängt (Aufnahme vom letzten Heimspiel im alten Stadion vor Beginn der Umbauarbeiten, 5. Februar 2011).

Das Stadion am Bieberer Berg (in Mundart: Bieberä Bärsch mit sehr kurzem „ä“ im Wort ‚Bärsch‘) wurde am 21. Mai 1921 eröffnet. Die Haupttribüne aus Holz fasste damals 1200 Zuschauer. Im Jahr 1952 wurde gegenüber der Haupttribüne eine überdachte Stehtribüne fertiggestellt. Die erste Flutlichtanlage mit vier Masten wurde 1956 eingeweiht und bereits 1959 wieder demontiert. Die Haupttribüne entstand 1960 neu, 1968 folgten die Stahlrohrtribüne und eine Flutlichtanlage, die aus nur zwei Lichtmasten bestand. 1973 wurde die Südosttribüne (seit dem 1. April 2007: „Henninger-Tribüne“) errichtet. Nach einer Vereinskrise 1991 stellte die Stadt Offenbach am Main Überlegungen an, das Stadion zu verkaufen oder abzureißen. Diese Pläne wurden verworfen und das Stadion dem Offenbacher Fußballclub Kickers 1901 e. V. 1992 durch Erbbaurecht übergeben. Das defekte Dach der Haupttribüne konnte im Jahr 1993 mit den Geldern der Spendenaktion Rettet den Bieberer Berg renoviert werden.
1995 trugen die Frankfurt Knights ihre Heimspiele in der American Football League of Europe am Bieberer Berg aus.
1997 wurde eine Anzeigentafel errichtet, die allerdings nur kurz – im Jahr 1999 – in Betrieb und nur für ein einziges Spiel funktionstüchtig war. Später wurden am Gerüst der Anzeigetafel ein Werbetransparent aufgehängt. 1998 wurde der Block 2 der Stehtribüne erweitert.
Im Rahmen eines Sonderinvestitionsprogramms „Sportland Hessen 2005–2007“ wurden vom Land Hessen 1,2 Millionen Euro für die durch den Aufstieg in die 2. Bundesliga dringend notwendig gewordene Sanierung des Stadions bereitgestellt. In der Sommerpause der Saison 2006/07 erhielt das Stadion einen neuen Rasen samt Rasenheizung. Zu Beginn der Saison 2007/08 wurde unter der Henninger-Tribüne ein neuer Kabinentrakt für Heim- und Gastmannschaft sowie die Schiedsrichter fertiggestellt.

### „Neues“ Stadion

#### Pläne bis 2008
Im Mai 2006 wurden Pläne für einen Teilumbau des Stadions vorgestellt: Anstelle der Stahlrohrtribüne sollte ein Business-Hotel mit 159 Zimmern errichtet werden, von denen 60 Zimmer einen direkten Blick ins Stadion geboten hätten.
In das Hotel wäre eine neue Sitztribüne mit etwa 1800 Plätzen integriert worden. Die Investitionen für das gesamte Projekt in Höhe von 19,4 Millionen Euro hätten vollständig privat finanziert werden sollen. Da sich keine Investoren für das Projekt finden ließen, wurde das Vorhaben im Sommer 2007 aufgegeben.
Stattdessen wurde vom OFC unter der Leitung von Thomas Delhougne ein kompletter Stadionneubau ins Auge gefasst. Der Entwurf des Architekturbüros Geiseler Gergull sah ein 29.300 Zuschauer fassendes Zweirangstadion auf dem Trainingsgelände nördlich des bestehenden Stadions vor. Die Baukosten hätten sich inklusive aller Infrastrukturmaßnahmen auf etwa 40 Millionen Euro belaufen. Nach dem Abstieg des OFC aus der 2. Bundesliga im Sommer 2008 wurden die Pläne wieder fallengelassen.

#### Umbau

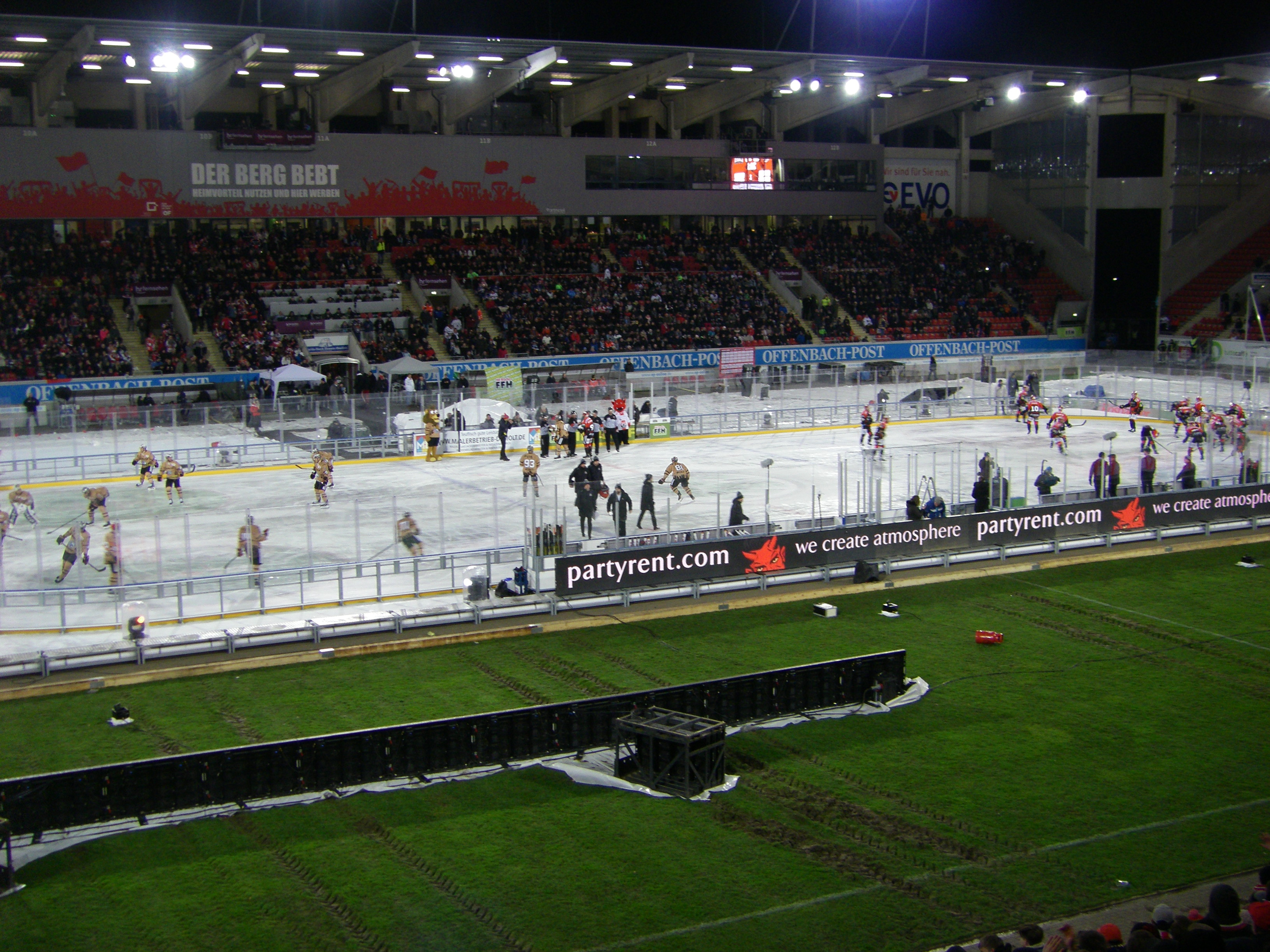
Am 14. Dezember 2019 war das Stadion Spielort des DEL2 Winter Derbys zwischen dem EC Bad Nauheim und den Löwen Frankfurt.

Am 18. Juni 2009 beschloss der Offenbacher Magistrat in einer Grundsatzentscheidung einen 25 Millionen Euro teuren Neubau. Bauherrin war die neu gegründete Stadiongesellschaft Bieberer Berg als Tochtergesellschaft der Stadtwerke Offenbach Holding (kurz: SOH), die das Stadion für jährlich 450.000 Euro an den OFC vermietet, der dafür seine Profiabteilung in eine Kapitalgesellschaft ausgegliedert hatte.
Das neue Stadion, ein Ein-Rang-Stadion im „englischen Stil“ mit vier einzelnen Tribünen, wurde von der Bremer AG aus Paderborn gebaut. Dabei wurden die Tribünen während des laufenden Spielbetriebs nacheinander abgerissen und neu errichtet. Im Februar 2011 begannen die ersten Abbrucharbeiten.
Neben den Büros der SBB und der Kickers-Geschäftsstelle beherbergt das Stadion auch einen Fanshop, eine Filiale der Sparda-Bank Hessen sowie weitere Ladengeschäfte.
Eine Besonderheit stellt die Gegengerade des Stadions dar. Anders als in anderen Stadien befinden sich hier keine Sitzplätze, sondern die Stehplätze der Kickers-Fans. Dies war auch schon im alten Stadion der Fall und wurde auf ausdrücklichen Wunsch der Fans beibehalten.
Das Stadion wurde am 29. Juni 2012 eröffnet und am 18. Juli 2012 mit einem Freundschaftsspiel gegen Bayer 04 Leverkusen (0:3) eingeweiht.
Am 14. Dezember 2019 fand das Winter Derby der Eishockeyliga DEL2 statt. Bei der Partie unter freiem Himmel standen sich der EC Bad Nauheim und die Löwen Frankfurt gegenüber. Nach dem Spiel blieb bis zum Ende des Monats die 1.800 m² großen Eisfläche im Stadion und wurde für öffentliches Eislaufen sowie Eisdiscos genutzt.

## Fassungsvermögen

### Vor dem Umbau
Das Stadion am Bieberer Berg hatte nach den im Sommer 2005 erfolgten Umbau- und Sanierungsmaßnahmen eine Kapazität von 25.000 Plätzen. Diese verteilten sich wie folgt:
- Haupttribüne mit 3.500 überdachten Sitzplätzen (davon 240 Business-Seats)
- Südosttribüne mit 3.000 überdachten Sitzplätzen
- Waldemar-Klein-Tribüne mit den Blöcken 1, 2a/b und 3 mit 10.000 überdachten Stehplätzen
- Ostkurve mit 2.500 unüberdachten Stehplätzen unterhalb der Südosttribüne
- Stahlrohrtribüne einschließlich Westkurve mit 6.000 unüberdachten Stehplätzen

Der Zuschauerrekord wurde am 19. September 1968 beim Spiel Kickers Offenbach gegen den TSV 1860 München mit 33.000 Zuschauern aufgestellt. Kickers Offenbach unterlag 2:3.

### Nach dem Umbau
Das Stadion hat eine Kapazität von ca. 20.500 Plätzen (10.300 Sitz- und 10.200 Stehplätze).
Bei Bedarf kann die Kapazität um weitere 2.000 Stehplätze auf der Gegengeraden erhöht werden. Das Stadion verfügt über zehn Logen mit insgesamt 120 Plätzen, 800 Business-Seats und 40 Rollstuhlplätze. Den Gästefans stehen ca. 3.000 Plätze zur Verfügung (Sitz- und Stehplätze).
- Osttribüne: ca. 3.950 Sitzplätze
- Westtribüne: ca. 3.050 Sitzplätze und 1.800 Stehplätze
- Haupttribüne: ca. 3.300 Sitzplätze, davon 800 Business-Plätze und 120 Logenplätze
- Gegengerade: 8.400 Stehplätze

## Name
Seit Dezember 2009 war die Sparda-Bank Hessen der Namenssponsor des Stadions, das fortan Sparda-Bank-Hessen-Stadion hieß. Die Genossenschaftsbank zahlte dafür insgesamt 5 Millionen Euro. Der Vertrag galt ab 2010 und lief 11 Jahre.
Ab April 2020 verzichtete die Sparda-Bank bis auf Weiteres auf ihr Benennungsrecht hinsichtlich der Arena und ließ das Stadion in Abstimmung mit der Stadiongesellschaft vorübergehend in Kommt-Gesund-Wieder-Stadion umbenennen. Die Umbenennung erfolgte im Zuge der COVID-19-Pandemie und war mit einer Spendenaktion für eine „Dankeschön-Feier“ verbunden, die nach der Pandemie in den Stadionräumen für alle Mitarbeiter systemrelevanter Berufe in Offenbach veranstaltet werden sollte.
Der Sponsoringvertrag endete am 31. Dezember 2020. Anlässlich des 100. Geburtstages des Stadions am 21. Mai 2021 erhielt es im März 2021 durch die Unterstützung der Energieversorgung Offenbach, Städtischen Sparkasse Offenbach am Main, Stadtwerke Offenbach und Gemeinnützigen Baugesellschaft Offenbach seinen ursprünglichen Namen zurück.

## Galerie

### Vor dem Umbau

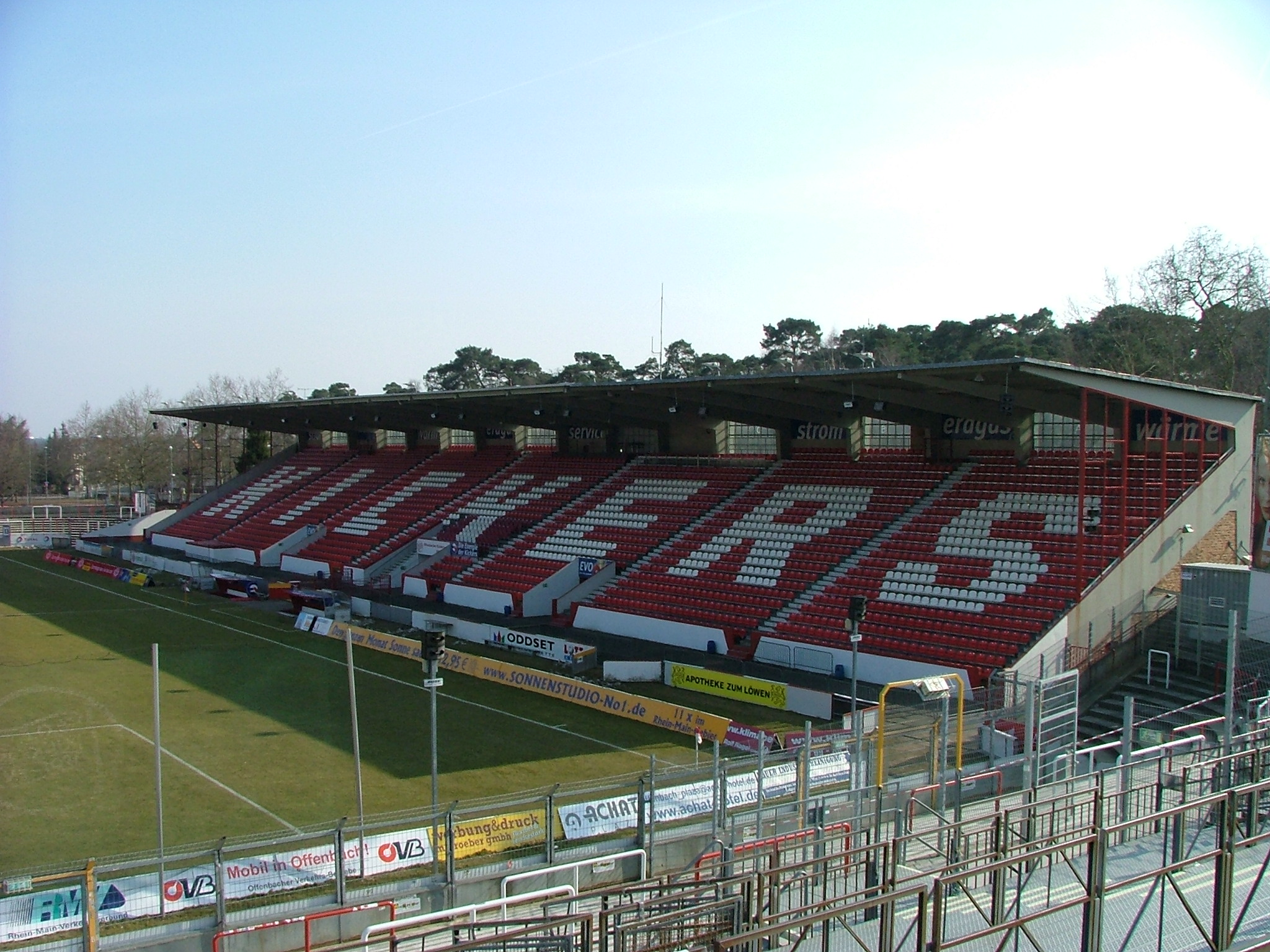
Haupttribüne
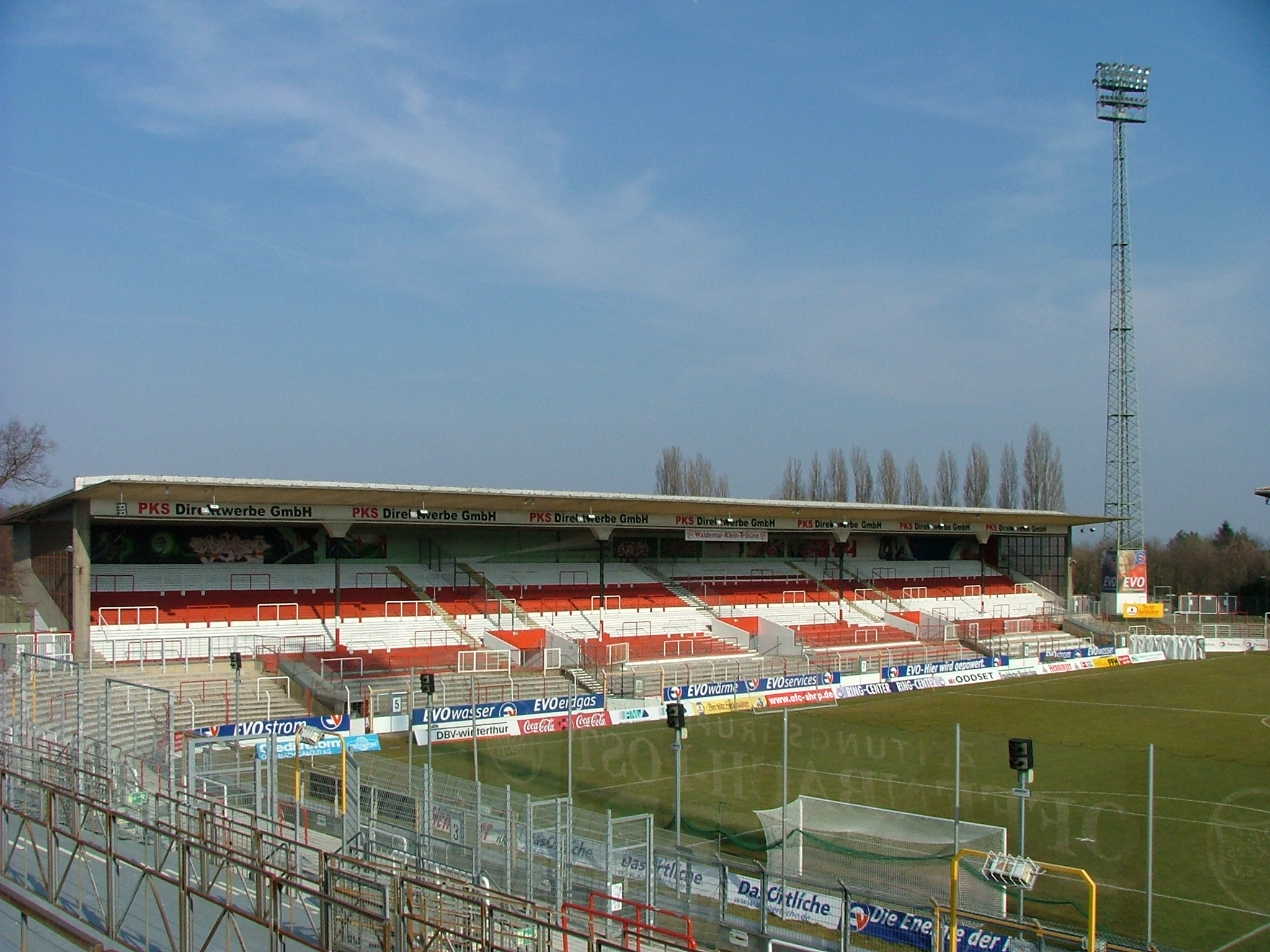
Waldemar-Klein-Tribüne
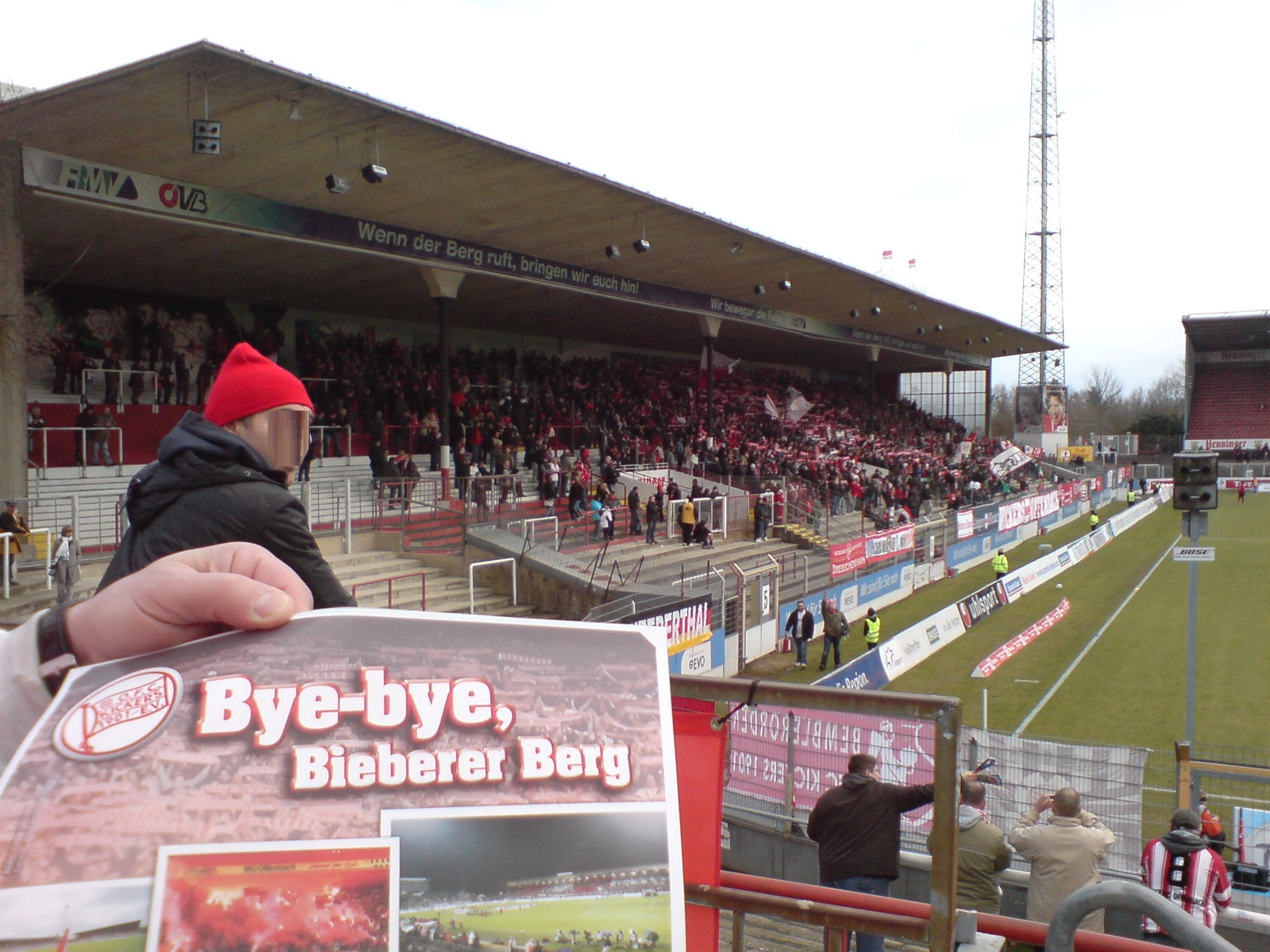
Waldemar-Klein-Tribüne am 5. Februar 2011, kurz vor Anpfiff des letzten Spiels vor dem Umbau gegen den SV Wehen Wiesbaden, im Vordergrund die Stadionzeitung dieses Spieltags.

### Nach dem Umbau

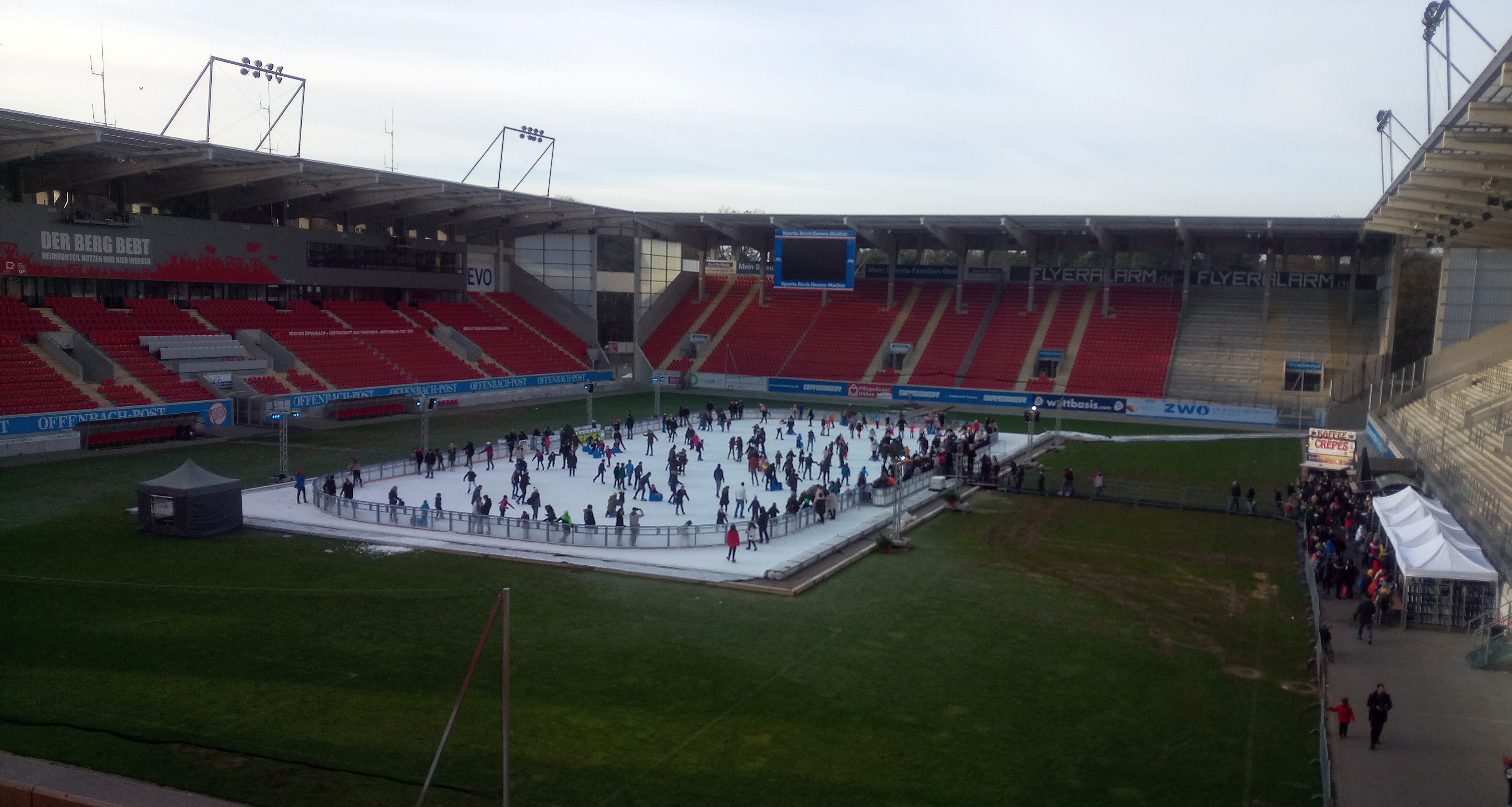
2019
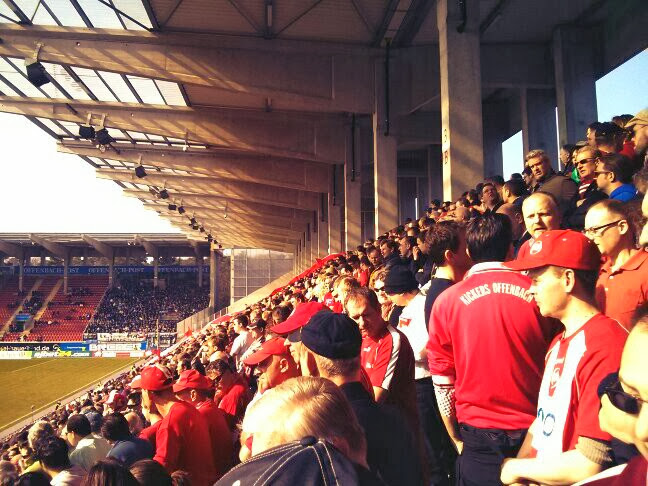
2014
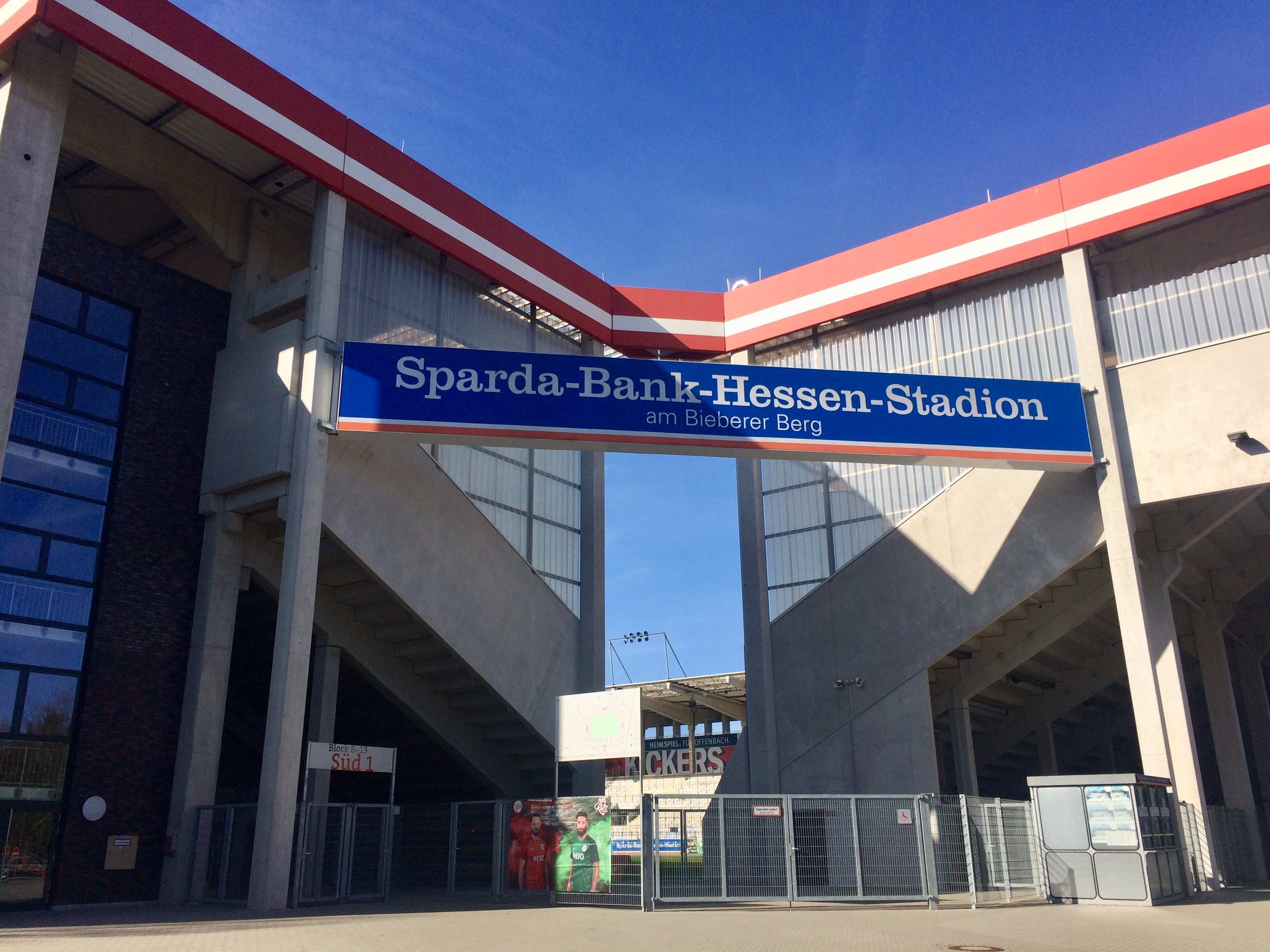
Sponsorenschriftzug 2018
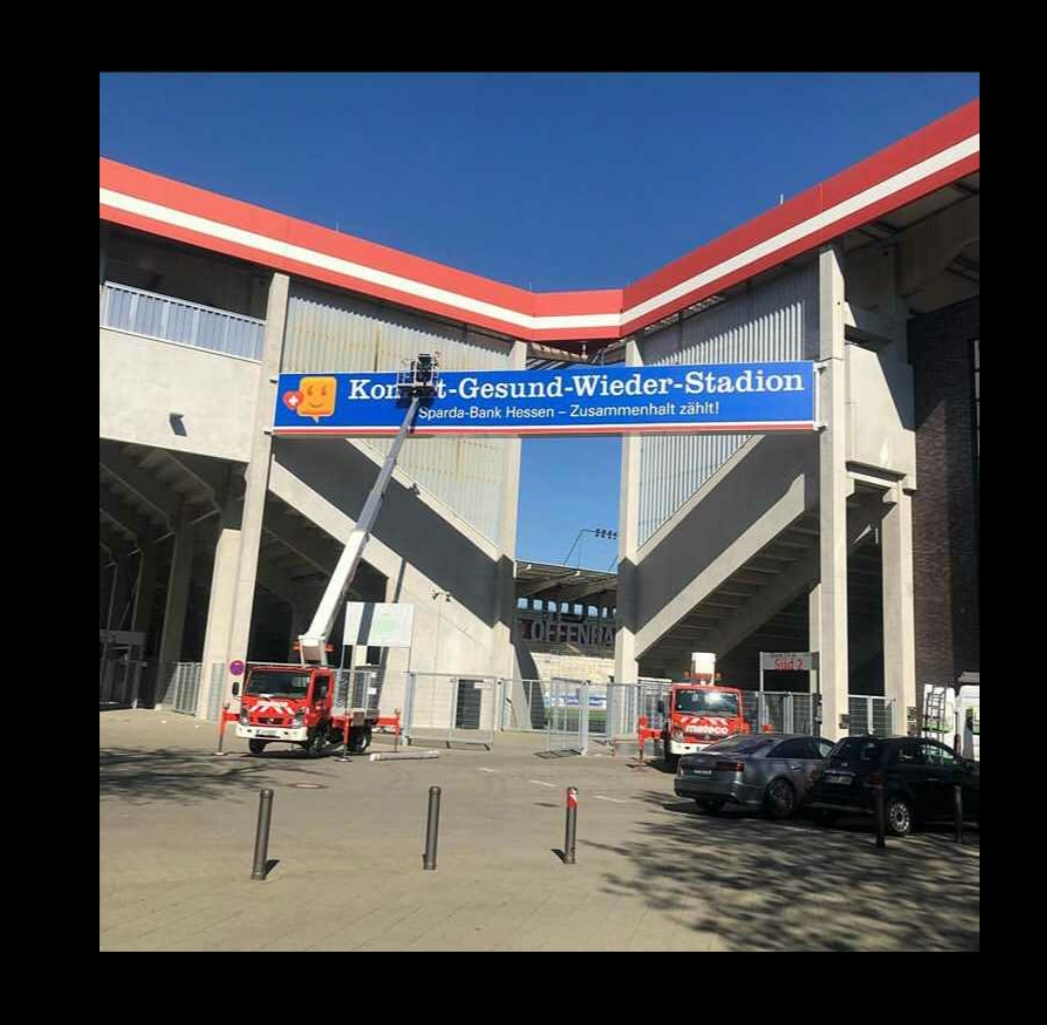
Schriftzug „Kommt-Gesund-Wieder-Stadion“ (2020)